# Argos (hijo de Zeus)
En la mitología griega, Argos (Ἄργος, Argos) fue un rey de Foronea, renombrado como Argos por él mismo. Fue hijo de Zeus y Niobe, hija de Foroneo, y alternativamente hermano de Pelasgo. Argos sucedió a su tío materno. Un escolio sobre Homero considera a Argos como hijo y sucesor de Apis. La tumba de Argos todavía podía visitarse en tiempos de Pausanias, el cual también hace mención a un bosquecillo consagrado a Argos en Lacedemonia, donde algunos argivos fueron a refugiarse tras ser vencidos por Cleómenes I, y en el que perecieron abrasados.

## Consorte y descendencia
Según Apolodoro e Higino, Argos casó con Evadne, la hija del dios fluvial Estrimón y Neera, que le hizo padre de Écbaso, Pirante, Epidauro y Críaso, quien heredó el reino. Hesíodo, en las Grandes Eeas, dice que su hijo fue el epónimo Epidauro, pero en el Catálogo de mujeres llama a Pirén como padre de Ío. Un escoliasta a Eurípides llama a su esposa la oceánide Peito, pero no cita ningún descendiente; y otro escoliasta más llama a su hijo Tirinto, el héroe epónimo. Pausanias dice que hijos de Argos fueron Píraso y Forbante (pero este autor es el único en citar tal filiación de Forbante). En cambio Apolodoro y Cércope dicen que fue padre de Argos Panoptes o de Yaso, ambos por Ismene, hija de Asopo.

| Predecesor: Apis | Reyes de Argos | Sucesor: Criaso |